# 이시가미 쇼마
이시가미 쇼마(일본어: 石上 将馬, 2002년 3월 30일~)는 일본의 축구 선수이다.

## 구단 경력
그는 2019년 J3리그의 가이나레 돗토리에 입단했다. 3경기에 출전하여, 1득점을 넣었다. 2020년부터 2023년까지 이시카 경제대학에서 활동하였다.